# Belcampo
Belcampo (Naarden, 21 juli 1902 – Groningen, 2 januari 1990) was het pseudoniem van de Nederlandse schrijver Herman Pieter Schönfeld Wichers. "Belcampo" is de Italiaanse vertaling van zijn achternaam Schönfeld (= mooi veld). Verder gebruikte Herman Pieter ook de volgende pseudoniemen: A.B.C., Plofteboene en R.D.

## Loopbaan
Hij groeide op in Rijssen, studeerde rechtsgeleerdheid en notarieel recht in Leiden en Amsterdam en werkte korte tijd op een advocatenkantoor.
In de jaren dertig ging hij op reis door Europa. De neerslag daarvan is De zwerftocht van Belcampo, een bundel verhalen die hij in 1938 uitgaf in eigen beheer, net als eerder De verhalen van Belcampo. In 1937 ging hij geneeskunde studeren en op 13 april 1949 legde hij het artsexamen af. Daarna was hij enige jaren huisarts in Bathmen en van 1953 tot 1967 studentenarts in Groningen.
Intussen was in 1946 in Nieuwe verhalen van Belcampo Het grote gebeuren verschenen, een novelle die zich afspeelt in Rijssen. Met enige ironie beschrijft hij de Apocalyps zoals die er volgens hem uit zal zien. Daarin zagen de Rijssenaren hun angsten uitgebeeld in legers van duivels en engelen die op de Dag des Oordeels de rekening komen vereffenen. Dit werd hem in het christelijke bastion niet in dank afgenomen. Jaap Drupsteen bewerkte het verhaal op magisch-realistische wijze voor televisie. De uitzending op Oudejaarsavond 1975 was een groot succes.
Op 2 januari 1990 overleed Schönfeld Wichers. Zijn stoffelijk overschot werd, nadat het met een platte boerenkar was vervoerd, op 5 januari 1990 naast dat van zijn vader begraven op de Oude algemene begraafplaats in Rijssen.
Dochter Maartje Arian-Schönfeld Wichers beschreef haar herinneringen aan haar vader in 1996 in het literair tijdschrift Bzzlletin.

## Eerbewijzen

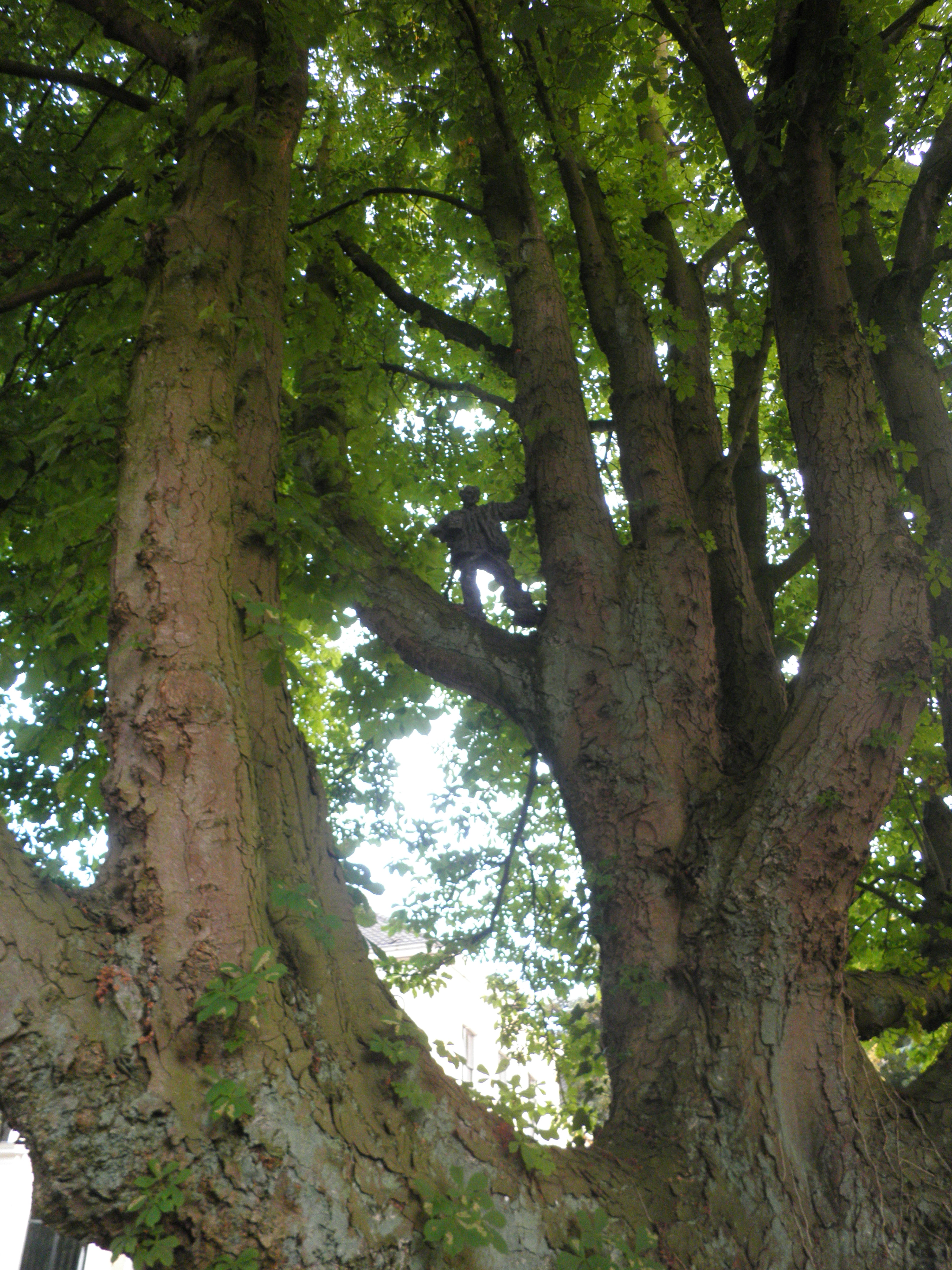
H.P. Schönfeld Wichers in een boom te Bathmen. Beeldhouwer: Theo Schreurs

- Een door de provincie Groningen ingesteld stipendium is vernoemd naar Belcampo. Het Belcampo-Stipendium is bedoeld om literair talent te stimuleren en wordt eens in de twee jaar toegekend aan een schrijver of dichter. De winnaar krijgt als opdracht een novelle te schrijven die iets te maken heeft met de provincie Groningen. Voor deze opdracht krijgt de winnaar zes maanden de tijd. Leerlingen van het regionaal opleidingencentrum (ROC) Noorderpoort verzorgen de vormgeving van de novelle. Winnaars waren onder anderen Nanne Tepper, Anneke Claus, Jan Glas, Nyk de Vries en Erik Nieuwenhuis.
- In Bathmen, waar Schönfeld Wichers van 1949 tot 1953 huisarts was, is het pad van zijn voormalige woning naar de dorpskerk naar hem vernoemd. Ook stond sinds 2004 hoog op een stevige zijtak van een kloeke kastanjeboom een bronzen beeldje van de schrijver die in zijn Bathmense jaren een boomhut gebruikte om aan zijn boeken te werken. Nadat de boom gekapt moest worden kwam de bronzen dokter in 2018 in een stevige eik aan het Belcampo-Pad te staan.[3]
- Pogingen hem in Rijssen te eren met een standbeeld of straatnaam stuitten bij het gemeentebestuur op verzet. In het dagblad Tubantia liet wethouder W. Markvoort aantekenen: "Schönfeld Wichers heeft hier in zijn jeugd inderdaad gewoond en zijn boek Het grote gebeuren speelt zich ook in onze stad af, maar verder staat hij als schrijver toch vrij ver van ons, als gemeente, af". In het najaar van 2007 was een borstbeeld van Schönfeld Wichers voor de duur van een kleine tentoonstelling over zijn schrijverschap te zien in de Openbare bibliotheek van Rijssen.
- Vervoerbedrijf Arriva, dat zijn treinstellen van de Noordelijke Nevenlijnen genoemd heeft naar bekende personen die in Noord-Nederland gewoond en gewerkt hebben, heeft Spurt-treinstel 10351 vanaf 2014 de naam Belcampo gegeven.[4]
- Het Nederlands Letterkundig Museum in Den Haag bewaart de kampeerbroek die Belcampo op zijn reizen droeg.

## Prijzen

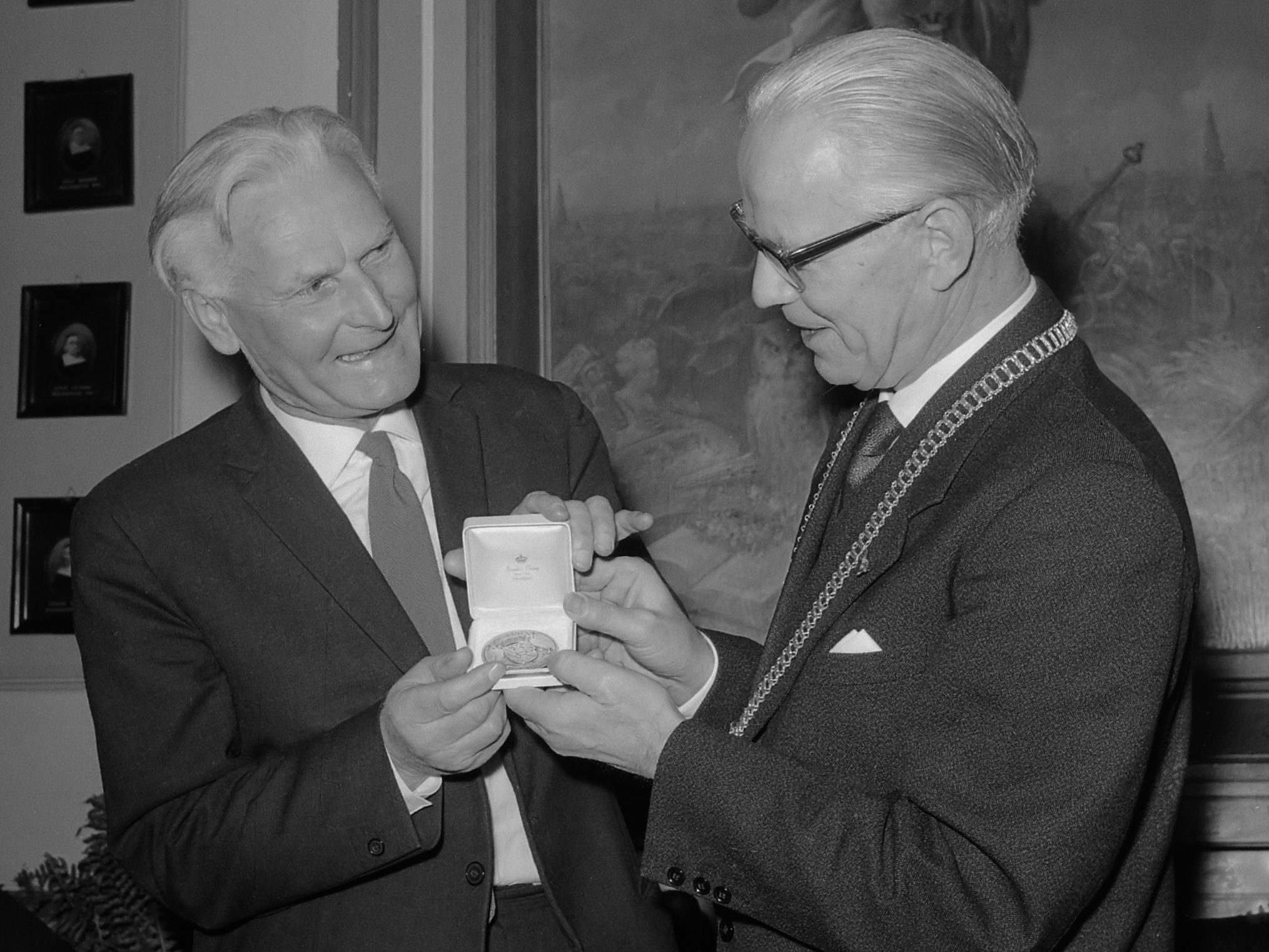
Belcampo (links) ontvangt in 1960 de Hendrik de Vriesprijs van de Groningse burgemeester Jan Tuin

- 1956 - Marianne Philipsprijs voor zijn gehele oeuvre
- 1959 - Prijs van de Stichting Kunstenaarsverzet 1942-1945 voor zijn prozawerk
- 1960 - Hendrik de Vriesprijs voor zijn gehele oeuvre
- 1983 - Tollensprijs voor zijn gehele oeuvre

### Fictie
- 1934 - De verhalen van Belcampo, Kosmos, Amsterdam/Antwerpen
- 1938 - De zwerftocht van Belcampo Kosmos, Amsterdam/Antwerpen
- 1946 - Nieuwe verhalen van Belcampo, Kosmos, Amsterdam/Antwerpen
- 1950 - Sprongen in de branding, Kosmos, Amsterdam/Antwerpen
- 1953 - Liefdes verbijstering, Kosmos, Amsterdam/Antwerpen
- 1958 - Groningen
- 1958 - De fantasieën van Belcampo, bundeling van De verhalen, Nieuwe Verhalen, Sprongen in de branding, Liefdes verbijstering, Kosmos, Amsterdam/Antwerpen
- 1958 - Het grote gebeuren, met zeven houtsneden van Hans Peter Doebele
- 1959 - Het grote gebeuren. Een verhaal, met illustraties van E. Puettmann
- 1959 - Tussen hemel en afgrond
- 1962 - Bevroren vuurwerk. Een keuze uit de verhalen van Belcampo
- 1963 - Luchtspiegelingen, bundeling van De verhalen, Nieuwe Verhalen, Sprongen in de branding, Liefdes verbijstering, Tussen hemel en afgrond
- 1964 - Verborgenheden
- 1968 - De ideale dahlia, verhalen
- 1975 - De toverlantaarn van het christendom
- 1975 - Kruis of munt. De wijsgerige verhalen
- 1975 - Het grote gebeuren. De verhalen van Rijssen en Amsterdam
- 1975 - Het woeste paard. De bizarre verhalen
- 1976 - De dingen de baas, verhalen
- 1979 - Rozen op de rails
- 1979 - Al zijn fantasieën, waarin opgenomen: Luchtspiegelingen, Verborgenheden, De ideale dahlia
- 1982 - De drie liefdes van tante Bertha
- 1983 - Sint Joris
- 1989 - Pandora's album
- 1996 - De wondere wereld van Belcampo

### Non-fictie
- 1966 - Rijswijk in zijn historie bezien
- 1972 - De filosofie van het belcampisme

### Verfilming
- Bloedverwanten, Wim Lindwer, John Brason- Frankrijk/Nederland, 1977 - met Maxim Hamel, Sophie Deschamps, Ralph Arcis, Wim Kouwenhoven, Eddie Constantine, Robert Dalban.
- Het Grote Gebeuren, magisch-realistische tv-film met animatie gemaakt door Jaap Drupsteen, uitgezonden in 1975 door de VPRO.

## Publicaties over Belcampo
- Nico Keuning: Groots en onbekommerd. Leven en werk van Belcampo. Amsterdam, Querido, 2024. ISBN 9789021463445
- Jean-Paul Franssens: Op reis met Belcampo. Herinneringen van Jean-Paul Franssens. Amsterdam, Querido, 1996. ISBN 90-214-5225-1
- Maartje Arian-Schönfeld Wichers, [herinneringen aan haar vader], 1996, Bzzlletin.